# واد مبوجة
واد مبوجة هو أحد الوديان الواقعة شرق الجزائر .وهو الرافد الأيسر لنهر سيبوس ، الواقع بالقرب من مصنع الحجار التابع لمدينة لعنابة .